# Yan Brice Eteki
Yan Brice Eteki (Yaundé, 26 de agosto de 1997) es un futbolista camerunés que juega como centrocampista en el F. C. Noah de la Liga Premier de Armenia.

## Trayectoria
Con apenas 15 años, en edad cadete, firmó por el Sevilla F. C. en el mercado de invierno de la temporada 2012-13, procedente del C. D. Leganés En la temporada 2014-15 ganó en Madrid la Copa del Rey con el juvenil de División de Honor. 
En la temporada 2016-17 subió a formar parte de la plantilla del Sevilla Atlético, renovando al jugador hasta junio de 2018 y con el que la temporada anterior fue capitán de la División de Honor. En enero de 2017 renovó hasta 2019.
En agosto de 2018 fichó por dos temporadas con la U. D. Almería. Tras haber cumplido una de ellas, el 18 de julio de 2019 el Granada Club de Fútbol hizo oficial su incorporación para las siguientes tres campañas.
El 20 de julio de 2022, tras haber finalizado su contrato con la entidad nazarí el mes anterior, firmó por el Casa Pia A. C. portugués que había ascendido a la Primeira Liga.
El 29 de enero de 2023 regresó a España después de ser cedido al F. C. Cartagena hasta el final de la temporada. El acuerdo incluía una opción de compra en caso de ascenso. Una vez terminó la campaña permaneció en el país tras fichar en agosto por la A. D. Alcorcón.

## Selección nacional
El 9 de octubre de 2020 debutó con la selección de Camerún en un amistoso ante Japón que terminó sin goles.

## Estadísticas

### Clubes
Actualizado al último partido disputado el 13 de mayo de 2025.
| Club | Div.          | Temporada     | Liga  | Liga  | Copas nacionales(1) | Copas nacionales(1) | Copas internacionales(2) | Copas internacionales(2) | Total | Total |
| Club | Div.          | Temporada     | Part. | Goles | Part.               | Goles               | Part.                    | Goles                    | Part. | Goles |
| --- | ------------- | ------------- | ----- | ----- | ------------------- | ------------------- | ------------------------ | ------------------------ | ----- | ----- |
| Sevilla Atlético · España | 2.ª B         | 2014-15       | 1     | 0     | —                   | —                   | —                        | —                        | 1     | 0     |
| Sevilla Atlético · España | 2.ª B         | 2015-16       | 1     | 0     | —                   | —                   | —                        | —                        | 1     | 0     |
| Sevilla Atlético · España | 2.ª           | 2016-17       | 38    | 1     | —                   | —                   | —                        | —                        | 38    | 1     |
| Sevilla Atlético · España | 2.ª           | 2017-18       | 30    | 0     | —                   | —                   | —                        | —                        | 30    | 0     |
| Sevilla Atlético · España | Total club    | Total club    | 70    | 1     | 0                   | 0                   | 0                        | 0                        | 70    | 1     |
| U. D. Almería · España | 2.ª           | 2018-19       | 31    | 0     | 2                   | 0                   | —                        | —                        | 33    | 0     |
| U. D. Almería · España | Total club    | Total club    | 31    | 0     | 2                   | 0                   | 0                        | 0                        | 33    | 0     |
| Granada C. F. · España | 1.ª           | 2019-20       | 28    | 0     | 7                   | 0                   | —                        | —                        | 35    | 0     |
| Granada C. F. · España | 1.ª           | 2020-21       | 25    | 0     | 5                   | 0                   | 10                       | 0                        | 40    | 0     |
| Granada C. F. · España | 1.ª           | 2021-22       | 12    | 0     | 2                   | 0                   | —                        | —                        | 14    | 0     |
| Granada C. F. · España | Total club    | Total club    | 65    | 0     | 14                  | 0                   | 10                       | 0                        | 89    | 0     |
| Casa Pia A. C. Portugal | 1.ª           | 2022-23       | 17    | 0     | 6                   | 1                   | —                        | —                        | 23    | 1     |
| Casa Pia A. C. Portugal | Total club    | Total club    | 17    | 0     | 6                   | 1                   | 0                        | 0                        | 23    | 1     |
| F. C. Cartagena · España | 2.ª           | 2022-23       | 10    | 0     | —                   | —                   | —                        | —                        | 10    | 0     |
| F. C. Cartagena · España | Total club    | Total club    | 10    | 0     | 0                   | 0                   | 0                        | 0                        | 10    | 0     |
| A. D. Alcorcón · España | 2.ª           | 2023-24       | 32    | 1     | 2                   | 0                   | ―                        | ―                        | 34    | 1     |
| A. D. Alcorcón · España | Total club    | Total club    | 32    | 1     | 2                   | 0                   | 0                        | 0                        | 34    | 1     |
| F. C. Noah Armenia | 1.ª           | 2024-25       | 23    | 0     | 5                   | 0                   | 4                        | 0                        | 32    | 0     |
| F. C. Noah Armenia | Total club    | Total club    | 23    | 0     | 5                   | 0                   | 4                        | 0                        | 32    | 0     |
| Total carrera | Total carrera | Total carrera | 248   | 2     | 29                  | 1                   | 14                       | 0                        | 291   | 3     |
| (1) Incluye datos de la Copa del Rey, Copa de Portugal, Copa de la Liga de Portugal y Copa de Armenia. (2) Incluye datos de la Liga Europa de la UEFA y Liga Conferencia de la UEFA. |               |               |       |       |                     |                     |                          |                          |       |       |

## Palmarés

### Títulos nacionales
| Título                  | Club       | País    | Año  |
| ----------------------- | ---------- | ------- | ---- |
| Liga Premier de Armenia | F. C. Noah | Armenia | 2025 |
| Copa de Armenia         | F. C. Noah | Armenia | 2025 |